# Рождественка (Біляєвський район)
Рожде́ственка (рос. Рождественка) — село у складі Біляєвського району Оренбурзької області, Росія.

## Населення
Населення — 332 особи (2010; 452 у 2002).
Національний склад (станом на 2002 рік):
- росіяни — 49 %
- казахи — 38 %